# Joan Francesc Vidal i Jové
Joan Francesc Vidal Jové (Manresa, 1899 – Newcastle, 1978) fou un advocat, polític, prosista i dramaturg. Va escriure en alguns diaris manresans fins que s'establí a Barcelona, on col·laborà en diversos mitjans de premsa, bàsicament al Mirador. Fou secretari del Col·legi d'Arquitectes de Catalunya i Balears i assessor jurídic de la Cambra Oficial d'Indústria de Barcelona.
Va ser nomenat assessor jurídic per al traspàs de serveis a la Generalitat de Catalunya. Una vegada realitzat el procés fou secretari general d'Ordre Públic. Milità a Esquerra Republicana de Catalunya.
Va haver-se d'exiliar a l'inici de la guerra per les amenaces rebudes per membres de la FAI. Després s'inhibí de tota acció política frustrat per l'acció de molts republicans que varen fer caure les institucions en el descrèdit. Va viure cinc anys a França, tres dels quals a París on treballà per Campsa Gentibus. Tot seguit, s'instal·là amb la seva família a Madrid, on desplegà una intensa activitat en l'àmbit editorial, sobretot com a traductor.
Com a escriptor primer va conrear la poesia arribant a guanyar uns Jocs Florals. Posteriorment, es passà a la dramatúrgia i fou dues vegades finalista al premi Ignasi Iglésias de teatre. La seva producció teatral fou molt prolífica als anys trenta. El 1934 estrenà obres com La senyoreta Oest, Mercuri i els metges i altres peces teatrals. També va escriure el llibret de l'òpera El estudiante de Salamanca que fou interpretada al Liceu per Hipòlit Làzaro, que va ser musicat per Joan Gaig i Andreu.
Després de la guerra es dedicà sobretot a la traducció al castellà d'obres literàries en anglès, en francès i en català. Fou el primer a traduir Tirant lo Blanc al castellà. El 2007 Alberto Lázaro, professor de la Universidad d'Alcalá de Henares, va donar a conèixer la traducció inèdita al català de l'Ulisses de James Joyce, el mecanoscrit de la qual havia romàs a l'Archivo General de la Administración des de 1966. Es tracta d'una traducció de gran qualitat literària: Vidal, que hi empra un català molt genuí i una aguda fraseologia, aconsegueix reproduir la voluntat transgressora i la musicalitat de la prosa de Joyce. Treballà per l'editorial Edhasa traduint i venent llibres.
El 1957 fou finalista del Premi Joanot Martorell.

## Obra
Poesia
- Tríptic de suau amor (presentat als Jocs Florals de Barcelona de 1921)
- Monjoia (presentat als Jocs Florals de Barcelona de 1921) (Premi Extraordinari dels Mantenidors)

## Traduccions
- Joyce, James. Ulisses, 1966 (inèdita).